# Kon-
Kon- af latin cum = "med", "sammen". Leddet staves ofte kom- eller cum-. Ordled, der sættes foran en ordstamme for at udtrykke, at noget er sammehørende eller medregnet i det, som hovedordet betegner, som f.eks.:
- Kommission
- Kompetence
- Koncept
- Konstituere